# Itō Shinsui
Itō Shinsui (伊東深水), 4 février 1898 – 8 mai 1972, de son véritable nom Itō Hajime, est un peintre de l'école nihon-ga et artiste ukiyo-e des ères Taishō et Shōwa au Japon.
Il est l'un des noms majeurs derrière le mouvement shin hanga qui revitalise l'art traditionnel avant son déclin final avec l'avènement de la photographie au Japon au début du XXe siècle.

## Biographie

### Jeunesse
Itō Shinsui naît dans le quartier Fukagawa de l'arrondissement Kōtō-ku de Tokyo. Après que des investissements imprudents ont mis en faillite l'entreprise de son père, il est forcé d'abandonner l'école primaire en troisième année et devient apprenti dans un atelier d'impression. C'est de cette manière qu'il est initié aux techniques d'impression et aux arts d'une façon générale.

### Carrière
En 1911, Itō est accepté comme apprenti auprès de Kiyokata Kaburagi, (qui lui donne le pseudonyme « Shinsui ») et publie sa première gravure sur bois l'année suivante. Son talent est bientôt manifeste et à partir de 1912, ses peintures sont exposées.
En 1912, ses travaux sont montrés par le Tatsumi gakai (« Société de Peinture du Sud-Est ») et ses créations ultérieures sont exposées par le Kyodokai, le Nihon bijutsuin (« Institut d'art du Japon ») et dans l'exposition Bunten financée par le gouvernement. Ses œuvres sont reçus avec beaucoup d'éloges par les critiques et sa réputation vite établie. Ses premières œuvres remportent de nombreux prix et il accepte un poste au Tokyo Nichi Nichi Shimbun en vue de fournir des illustrations pour les journaux.
Comme la plupart des artistes du mouvement shin-hanga (en particulier Kawase Hasui), Itō Shinsui est remarqué par l'éditeur Watanabe Shozaburo qui de fait monopolise le marché. Il devient connu comme le spécialiste du genre bijin-ga (belles femmes), bien qu'il peigne aussi occasionnellement des paysages.
La première gravure majeure d'Itō Shinsui, « Devant le miroir », représente une jeune femme vêtue d'un kimono rouge profond qui regarde au loin dans un miroir invisible. Au lieu d'utiliser le dur rouge aniline courante dans les autres estampes contemporaines, Itō emploie une teinture naturelle végétale et surimprime la robe plusieurs fois pour atteindre une riche couleur pourpre. Une attention particulière est également portée à la texture de fond gris moucheté, faisant contraste avec le vêtement rouge, les cheveux noirs et la peau blanche.
La première série de paysages d'Itō Shinsui, « Huit vues du lac Biwa » inspire Kawase Hasui. Ses premiers bijin-ga sont généralement considérés comme ses plus belles œuvres, dont « Douze figures de beautés nouvelles »  (1922-1923).
Itō Shinsui crée son propre atelier indépendant en 1927. Bien que beaucoup de ses premières œuvres sont des reflets directs des ukiyo-e traditionnels au niveau du sujet et du style, sa technique est révolutionnaire. Il peint un « tableau maître » en aquarelle et des artisans spécialisés réalisent les gravures réelles de cette « copie de maître ». Il est ainsi un pionnier du mouvement shin hanga. Watanabe et Itō poursuivent leur  coopération d'affaires jusque dans les années 1960 et Watanabe exporte des milliers de tirages de Shinsui, générant un grand succès pour eux deux.
Durant la Guerre du Pacifique, Itō Shinsui est assigné par le gouvernement japonais à la production d'art de propagande. Il est envoyé dans le Pacifique Sud et dans les Indes orientales néerlandaises occupées par le Japon et réalise plus de 3000 croquis lors de ses voyages dans divers îles sous domination japonaise. À la fin de la guerre, il quitte les ruines de Tokyo pour Komoro dans les montagnes de la préfecture de Nagano d'où il repart en 1949 pour s'installer à Kamakura dans la préfecture de Kanagawa.
Au cours de la période d'après-guerre, Itō Shinsui est considéré comme l'une des personnalités les plus connues et respectées de la société japonaise et reçoit plusieurs honneurs importants. En 1952, la « Commission pour la protection des biens culturels » (Bunkazai Hōgō Iinkai) déclare son talent de conception de gravure sur bois un « bien culturel immatériel » (mukei bunkazai) qui équivaut alors à être déclaré trésor national vivant du Japon. En 1958, il est élu membre de l'académie japonaise des arts et en 1970 est élevé dans l'Ordre du Soleil levant.
Yubi, (« Doigt »), une des œuvres d'Itō, sert de sujet au timbre commémoratif de la semaine philatélique émis en 1974 par la Poste japonaise. Une autre œuvre, Fubuki (« Blizzard ») est représentée sur un timbre commémoratif de 1983 dans le cadre de la série des arts modernes japonais.
Yukiji Asaoka, la fille d'Itō Shinsui, est une célèbre chanteuses et actrice. Il meurt d'un cancer en 1972. Sa tombe se trouve au temple Ryūsō-in dans l'arrondissement Shinagawa de Tokyo.